# Дуб-2 (Сумщина)

## Створення
Пам’ятка природи «Дуб»-2 (Сумщина) – об’єкт природно-заповідного фонду, що був оголошений рішенням Сумського Облвиконкому № 305    20.07.1972 року на землях Сумської житлової експлуаційної контори №1. Розташуваннямісто Суми, вулиця Леніна, 107.

## Характеристика
Площа – 0,01 га. 
Об’єкт на момент створення був могутнім, добре розвиненим деревом.

## Скасування
Рішенням Сумської обласної ради № 138   19.08.1991 року пам'ятка була скасована. 
Скасування статусу відбулось по причині втрати природоохороного значення в зв’язку з висиханням.
Вся інформація про стоворення об'єкту взята із текстів зазначених у статті рішень обласної ради, що надані Державним управлянням екології та природних ресурсів Сумської  області Всеукраїнській громадській організації «Національний екологічний центр України» . .